# 鍾健希
鍾健希（Chung Kin Hei，1972年9月20日－），生於香港，已退役香港職業足球員，司職左後衛，持有亞洲足協A級文憑，現時擔任車路士足校學校 (香港)主教練。

## 球會生涯
鍾健希生於香港，曾擔任晨曦隊長，於2000年代表香港隊2次。

## 教練生涯
2012年，鍾健希加入橫濱FC香港擔任助教直至2013年5月主動辭職。

## 榮譽
晨曦
- 香港甲組足球聯賽（2001–02、2003–04、2004–05季度）
- 香港聯賽盃（2002–03、2003–04、2004–05季度）
- 香港高級組銀牌（2004–05季度）
- 香港足總盃（2002–03、2004–05、2005–06季度）

## 外部連結
- 香港足總網頁球員註冊資料 （页面存档备份，存于）
- 車路士足校學校 (香港)註冊資料 （页面存档备份，存于）